# Mieczysław Gulda
Mieczysław Gulda (ur. 9 marca 1936, zm. 15 stycznia 2020)  – polski socjolog, dr hab..

## Życiorys
W 1962 ukończył Wyższą Szkołę Pedagogiczną w Gdańsku, na tej samej uczelni w 1969 obronił pracę doktorską (Społeczne determinanty przebiegu studiów studentów WSP w Gdańsku), w 1982 uzyskał stopień doktora habilitowanego. W 1996 odbył staż na uniwersytecie w Glasgow. Był zatrudniony na stanowisku profesora w Instytucie Socjologii na Wydziale Społecznym i Ekonomicznym Wyższej Szkoły Gospodarki w Bydgoszczy, w Katedrze Nauk Humanistycznych na Wydziale Wychowania Fizycznego i Sportu Akademii Wychowania Fizycznego i Sportu im. Jędrzeja Śniadeckiego w Gdańsku, w Instytucie Filozofii i Socjologii na Wydziale Nauk Społecznych Uniwersytetu Gdańskiego (kierował Zakładem Socjologii Wychowania) oraz w Katedrze Nauk Społecznych na Wydziale Turystyki, Handlu i Usług Wyższej Szkoły Turystyki i Hotelarstwa w Gdańsku.
Piastował funkcję profesora nadzwyczajnego i kierownika Katedry Nauk Społecznych na Wydziale Turystyki, Rekreacji i Ochrony Zdrowia Wyższej Szkoły Turystyki i Hotelarstwa w Gdańsku.
Był m.in. autorem publikacji książkowych: Proces przystosowania do roli studenta (na przykładzie WSP w Gdańsku) (1971), Struktura i ruchliwość społeczna Trójmiasta w świadomości jego mieszkańców (1980), a także monografii poświęconej zaprzyjaźnionemu z nim pedagogowi Józefowi Golcowi Józef Golec, sopocki cieszynianin. Człowiek - nauczyciel - twórca (2010).